# Distretto di Huepetuhe
Il distretto di Huepetuhe è uno dei quattro distretti della provincia di Manu, in Perù. Si trova nella regione di Madre de Dios e si estende su una superficie di 1.478,42 chilometri quadrati.
Istituito il 9 giugno 2000, ha per capitale la città di Huepetuhe.